# Stephen Jasso
Stephen Jasso est un acteur américain, né le 19 janvier 1983 à Tulare County (Californie, États-Unis).

## Filmographie
- 2002 : Ken Park, de Larry Clark, : Claude
- 2002 : Teenage Caveman, de Larry Clark, : Vincent